# Antiromanzo
L'antiromanzo è un testo narrativo che evita e stravolge le convenzioni tipiche del romanzo. Il termine è stato coniato dal filosofo e critico francese Jean-Paul Sartre. L'antiromanzo tende a sovvertire e frammentare l'esperienza e la percezione dei personaggi, obbligando il lettore a ricostruire la fabula attraverso una narrazione discontinua e distorta, contraddittoria o incompleta, anche ambigua.
Alcuni esempi di antiromanzo sono Tristram Shandy di Laurence Sterne, Il gioco del mondo di Julio Cortázar e La gelosia di Alain Robbe-Grillet.
Tra gli "antiromanzi" possiamo inserire anche i romanzi di Pirandello (come ad esempio il noto Il fu Mattia Pascal) in quanto non rispettano determinate regole tipiche dei romanzi.